# Statz Friedrich von Fullen

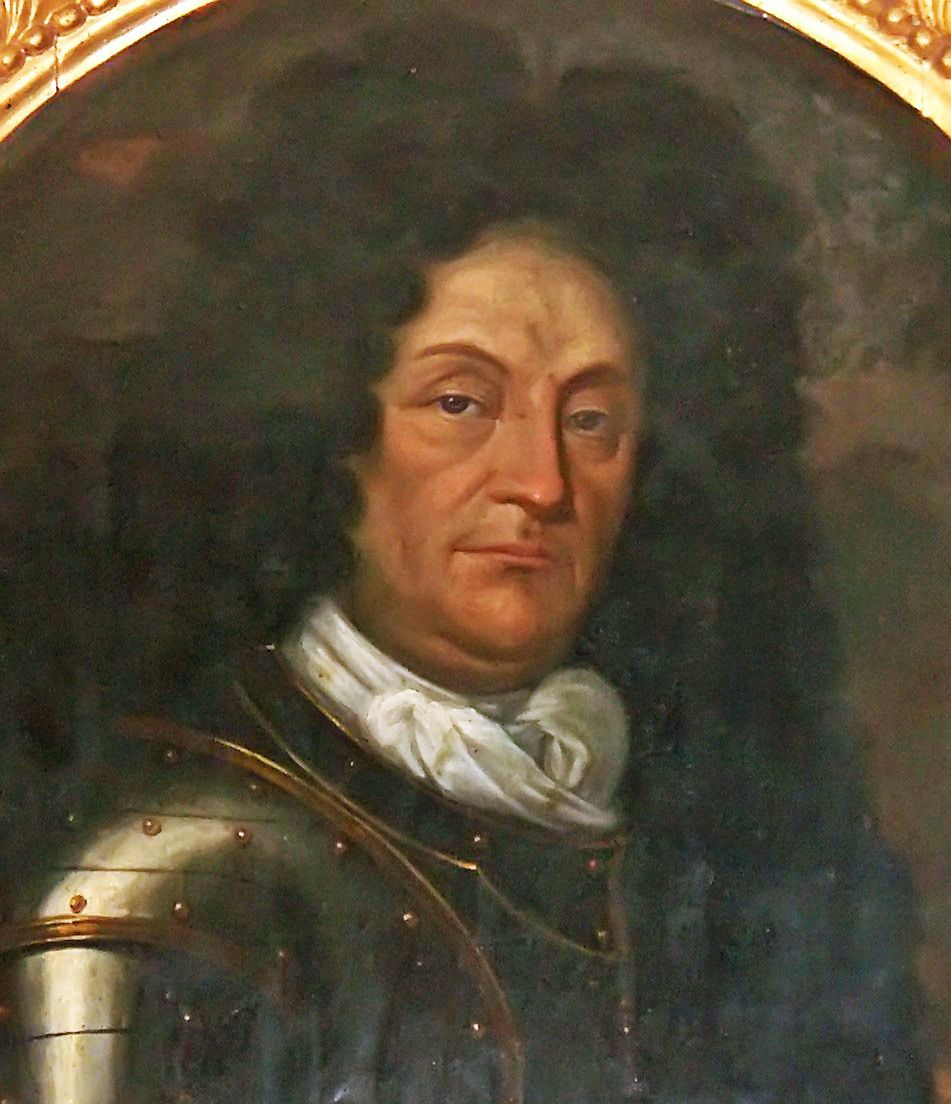
Statz Friedrich von Fullen

Statz Friedrich von Fullen (* 6. März 1638 in Eystrup; † 20. Juli 1703 in Dehlitz) war ein königlich-polnischer und kurfürstlich-sächsischer Geheimer Kriegsrat.

## Leben
Die Herren von Fullen sind ein westfälisches Geschlecht, das sich nach Lüneburg wendete. Hier wurde in Eystrup (auch Eißdorff) Statz Friedrich von Fullen als Sohn des Friedrich von Fullen (1592–1663) und der Margareta Sophia von Münchhausen geboren.
Am 20. Juni 1660 heiratete Statz Friedrich von Fullen die um sieben Jahre ältere Witwe Anna Catharina von Anckelmann, der das Rittergut Markkleeberg gehörte, und wurde so in Kursachsen ansässig. Er trat in den kursächsischen Kriegsdienst ein, diente unter vier Kurfürsten (Johann Georg II., Johann Georg III., Johann Georg IV. sowie August dem Starken) und brachte es bis zum Geheimen Kriegsrat. Außerdem war er Assessor des Oberhofgerichts zu Leipzig und Ober-Land-Commissar.
1675 erwarb er das Rittergut Störmthal. Hier ließ er 1693 das repräsentative Schloss mit mehreren großen Wirtschaftsgebäuden errichten und einen großzügigen Park anlegen. Park, Tiergarten, sieben Fischteiche und ein heilkräftiger Brunnen galten als lohnende Ausflugsziele der Leipziger Bürger. 

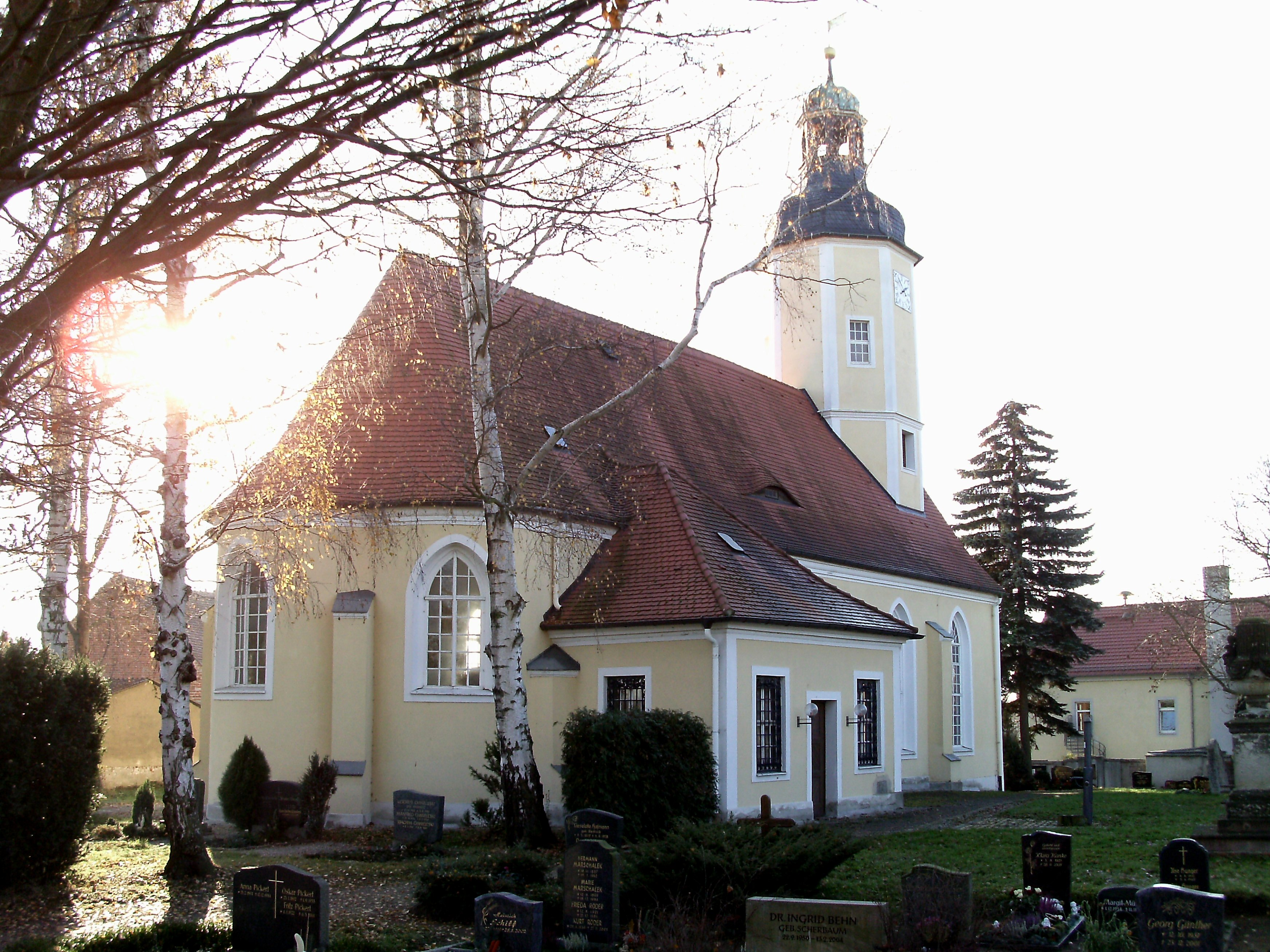
Kreuzkirche Störmthal (2011)

Im Jahre 1690 gelang es Statz Friedrich von Fullen, Störmthal aus der Parochie Magdeborn herauszulösen. Dazu war ein Prozess nötig geworden, der in letzter und höchster Instanz am kurfürstlichen Hofe in Dresden entschieden wurde. Mit den Filialkirchen Dreiskau und Kleinpötzschau wurde die Kreuzkirche Störmthal zur Mutterkirche erhoben. 1691 wurde durch seine Initiative in Störmthal die erste Schule eingerichtet.
Seine Frau Anna Catharina starb 1682. Sie hatte ihm vier Kinder geboren, von denen drei früh starben. Der Sohn Statz Friedrich (1666–1704) wurde in der kursächsischen Armee Major im Kürassier-Regiment des Prinzen Lubomirski.
1683 heiratete Statz Friedrich von Fullen Anna Dorothea von Seidlitz, die ihn um zwölf Jahre überlebte. Mit ihr hatte er drei Töchter, die im Kindes- bzw. Jugendalter starben, und einen Sohn. Dieser Sohn Statz Hilmar von Fullen (* 1691), der die Güter Markkleeberg und Störmthal übernahm und Liebertwolkwitz erwarb, war königlich-polnischer und kurfürstlich-sächsischer Kammerherr und Ordinarius-Assessor des Oberhofgerichts zu Leipzig. Er ließ in der Störmthaler Kirche durch Zacharias Hildebrandt (1688–1757) eine neue Orgel bauen, bei deren Weihe Johann Sebastian Bach (1685–1750) seine für diesen Anlass komponierte Kantate Höchsterwünschtes Freudenfest (BWV 194) aufführte.